# Víctor Lacalle Seminario
Pour les articles homonymes, voir Lacalle et Seminario.
Víctor Lacalle Seminario  était un militant communiste espagnol, membre du Parti communiste d'Espagne (PCE) et dirigeant militaire des forces républicaines pendant la guerre civile espagnole.

## Biographie
En juillet 1936, il est lieutenant-colonel à Madrid, il commande un bataillon d'anarchiste. Il combat durant la bataille de Guadalajara et devient colonel.